# Xã Beaver, Quận Saline, Arkansas
Xã Beaver (tiếng Anh: Beaver Township) là một xã thuộc quận Saline, tiểu bang Arkansas, Hoa Kỳ. Năm 2010, dân số của xã này là 3.211 người.